# Пири (лунный кратер)
Кратер Пири (лат. Peary) — большой древний кратер, ближайший крупный кратер к северному полюсу Луны (полюс находится на его валу). На такой широте чаша кратера получает мало солнечного света, а южная часть кратера постоянно остаётся в тени. С Земли кратер виден вблизи северного лимба Луны. Носит имя американского исследователя Арктики Роберта Пири. Это название было утверждено Международным астрономическим союзом в 1964 году. Образование кратера относится к донектарскому периоду.

## Описание кратера
На юго-западе кратер Пири сливается с немного меньшим кратером Флори. На юге его вал граничит с валом более крупного кратера Бэрд — значительно разрушенного и заполненного застывшей лавой. К северо-западу, около четверти пути вокруг лунного полюса, расположен большой кратер Эрмит. По другую сторону от лунного полюса (за 90 км) лежит ещё более крупный кратер Рождественский. На краю кратера Пири лежит несколько небольших кратеров: Уиппл на северо-востоке, Хиншелвуд на северо-западе и Эрлангер на юге. Селенографические координаты центра кратера 88°38′ с. ш. 24°24′ в. д. / 88,63° с. ш. 24,4° в. д., диаметр 78,8 км, глубина 2800 м.
Кратер почти круглый, с выпуклостью на северо-восточном краю. По периметру кратера расположено кольцо разрушенных зубчатых гор, отбрасывающих длинные тени на его дно.
Дно чаши кратера относительно плоское, но содержит много маленьких кратеров, особенно в южной части. Южная треть кратера постоянно находится в тени, и определить её рельеф можно только с помощью локации (например, лазерной).
До получения собственного наименования в 1964 г. кратер имел обозначение Джоя B (в системе обозначений так называемых сателлитных кратеров, расположенных в окрестностях кратера, имеющего собственное наименование).
В 2004 году научная группа под руководством Бена Басси из Университета Джонса Хопкинса, используя зонд «Clementine», установила, что четыре горных района на краю кратера Пири остаются освещены в течение всего лунного дня. Эти безымянные пики вечного света возможны из-за очень малого наклона лунной оси, который также приводит к постоянной тени на дне многих полярных кратеров. Подобные регионы вечного света отсутствуют вблизи менее гористого южного полюса Луны. Снимки зонда «Clementine» были сделаны во время летнего сезона в северном полушарии Луны, и неизвестно, освещены ли эти четыре вершины зимой.
Северный край кратера Пири считается вероятным местом для будущей лунной базы из-за постоянного солнечного освещения, которое обеспечит как относительно стабильную температуру, так и бесперебойное снабжение солнечной электростанции. Кроме того, рядом находятся постоянно затенённые области, которые могут содержать замёрзшую воду.

## Сателлитные кратеры
Отсутствуют.

## См.также
- Список кратеров на Луне
- Лунный кратер
- Морфологический каталог кратеров Луны
- Планетная номенклатура
- Селенография
- Минералогия Луны
- Геология Луны
- Поздняя тяжёлая бомбардировка